# Національна організація скаутів України
Націона́льна Організа́ція "Ска́ути Украї́ни" або НО́СУ — всеукраїнська молодіжна громадська організація, утворена у 2007 році. Представляє Україну у Всесвітній організації скаутського руху.
Зареєстрована Міністерством юстиції України наказом № 987/5 від 26 жовтня 2007 року.
Національна Організація "Скаути України" утворена у відповідності Скаутським Принципам та  Скаутським Цінностям Світового Скаутського Руху.
2008 року на 38-ій Всесвітній Скаутській Конференції у Кореї ВМГО  "Національна Організація Скаутів України" (НОСУ) набула членства у Всесвітній організації скаутського руху (ВОСР) і є єдиним офіційним її представником в Україні.

## Мета організації
Мета Організації — сприяння вихованню молоді України за системою цінностей, заснованій на Скаутській Обіцянці та Скаутському Законі.
Основною діяльністю Організації є розвиток на території України Скаутського Руху, неформальної освіти та виховання дітей і молоді на основі Скаутського методу. 
Завданням Організації є створення сприятливих умов для розвитку дітей та молоді як особистостей і відповідальних громадян України, найповнішого розкриття їх фізичного, емоційного, розумового, соціального і духовного потенціалу. 
Членами Організації, відповідно до ст.8 Закону України «Про громадські об’єднання» можуть бути громадяни України, а також іноземці та особи без громадянства, які перебувають в Україні на законних підставах, незалежно від раси, статі, етнічного, соціального походження, віровизнання, майнового стану і мови спілкування та які слідують призначенню Скаутингу, Скаутським Принципам та Скаутському Методу.

## Історія виникнення організації
З набуттям незалежності України, після понад 50-70 років заборони, почав відроджуватися і Скаутський Рух в нашій країні. В кожному регіоні своя історія відродження та появи скаутських груп та організацій. Але всі групи прагнули об’єднання з метою здобуття членства у Всесвітній організації Скаутського Руху, адже тільки одна  унітарна організація від країни могла набути членства у ВОСР.  
ВОСР підтримувало відродження Скаутингу в Україні і за їх ініціативою головним партнером цього процесу в Україні стала Національна скаутська організація Франції.
Так, у 2007 році на засадах Цінностей Світового Скаутингу була утворена ВМГО “Національна організація Скаутів України”, яка була активними представниками з трьох скаутських організацій України: Всеукраїнською молодіжною організацією «Пласт — Національна скаутська організація України», Всеукраїнською молодіжною організацією «СПОК» та Всеукраїнською організацією «СІЧ».
В найкоротший термін НОСУ змогла об’єднати і інші регіональні та місцеві скаутські групи, які не були членами жодної всеукраїнської Організації та стати представником інтересів більшості скаутів України.

## Членство у ВОСР
У 2008 році ВМГО «НОСУ» звернулася з проханням про вступ до Всесвітньої організації скаутського руху. Прохання було розглянуте і задоволене — 1 липня 2008 року на 38-й Всесвітній скаутській конференції в Кореї ВМГО «НОСУ» офіційно прийняли до Всесвітньої організації скаутського руху.
З 1 липня по вересень 2023 р. Адміністративно НОСУ було включено  до Євразійського регіону ВОСР.
У серпні 2021 р. вперше в історії українського Скаутингу членкиня Національної Організації “Скаути України” Ніка Горовська стає членом Всесвітнього Скаутського Комітету ВОСР.
1 жовтня 2023 року НОСУ включено до Європейського регіону Всесвітньої Організації Скаутського Руху. І це стало важливою подією для України і українського Скаутингу та відкрило нові можливості для інтеграції членів організації в Європейський Скаутинг.

## Важливі дати
У 2007 році засновано Національну Організацію Скаутів України. Першим керівним  органом організації є Національна Рада ВМГО «НОСУ» у складі 18 осіб. Головою Національної Ради ВМГО «НОСУ» -  Лев Захарчишин, заступник —  Валерій Танцюра.
4 червня 2011 року відбувся другий національний з'їзд ВМГО «НОСУ», на якому було обрано новий склад Національної Ради. Голова НацРади — Бочарніков Віктор Андрійович (АСУ), перший заступник голови — Чесноков Андрій Володимирович, заступник — Музала Микола Ярославович.
7 листопада 2011 року Україна стала 23-м членом ДЕСМОС — Міжнародної мережі православних скаутів. 22-25 березня 2012 року НОСУ, вперше на території Євразійського скаутського регіону ВОСР, приймала засідання Комітету ДЕСМОСу. ДЕСМОС є незалежною мережею скаутів православної християнської віри, які належать до національних організацій–членів Світової організації скаутського руху.
Триває робота щодо приєднання до інших релігійних мереж ВОСР.
19 травня 2013 року відбувся третій звітно-виборчий з'їзд «Національної Організації Скаутів України», в рамках якого відбулося обрання нового складу Національної Ради, Голови та Національного Секретаря. Громов Максим — Голова Ради, члени Національної Ради: Чесноков Андрій, Музала Микола, Семенков Євген, Отець Андрій Клюшев, Колобова Ярослава, Галушка Олена, Ніколаєв Олексій, Єрмак Ірина, Мірошниченко Наталія, Гурін Аліна. А також Національний Секретар НОСУ — Сапіга Світлана.
18 травня 2014 року у Києві відбувся lV позачерговий з'їзд «Національної Організації Скаутів України». Головні питання, які розглядались на цьому з'їзді— обрання нового складу та голови Національної ради НОСУ, членів Ревізійної комісії.
З'їзд вирішив терміном на 2 роки обрати нову Національну раду, до якої увійшли представники Донецького, Запорізького, Львівського, Миколаївського обласних осередків та Київського міського відділення НОСУ. У Ревізійної комісії — скаути з Донецької, Київської, Львівської, Миколаївської областей та міста Севастополя. 
Головою Національної Ради НОСУ було обрано Андрія Чеснокова. Національним Секретарем НОСУ призначено Наталю Мірошниченко..
У 2014 році НОСУ було прийнято в ICCS (Міжнародну Конференцію Католицьких Скаутів) як члена-спостерігача. Керівником Католицької Комісії ВМГО «НОСУ» обрано отця Міхала (члена Одеського обласного осередку НОСУ з 2009 року, католицького священика фонду «Дон Боско»).
4-5 червня 2016 року пройшов V з'їзд «Національної Організації Скаутів України», під час якого було затверджено багато стратегічно важливих документів та Національну Молодіжну Програму, а також обрано новий склад Національної Ради на три роки.
Головою Національної Ради НОСУ було обрано Валерія Танцюру, заступником - Володимира Ізваріна. Міжнародною Комісаркою призначено Ніку Горовську. Національним Секретарем НОСУ переобрано Наталю Мірошниченко.
5-6 жовтня 2019 року відбувся Vl з'їзд «Національної Організації Скаутів України». Головні питання, які розглядались на цьому з'їзді — обрання нового складу. Головою Національної Ради НОСУ було обрано Володимира Ізваріна.
18 травня 2024 року відбувся VII З’їзд членів “Національної організації скаутів України” у м.Київ. На З’їзді було прийнято нову назву Організації - ГО “Національна Організація “СКАУТИ УКРАЇНИ” (НОСУ) та утворено Національний офіс Організації. Внесено відповідні зміни до Статуту. Головою Національної Ради НОСУ було обрано Аліну Чернишову.

## Відзначення сторіччя українського скаутингу
Вперше про відзначення 100-ліття українського скаутського руху на державному рівні було згадано в Указі Президента України № 279/2008 «Про заходи щодо сприяння розвитку пластового (скаутського) руху в Україні» від 28 березня 2008 року.
Скаутські організації України (НОСУ, Пласт) стали ініціаторами прийняття 1-го листопада 2011 року Постанови Верховної Ради України «Про відзначення 100-річчя українського скаутського руху».
Парламент України вказав на необхідність проведення низки заходів, присвячених 100-річчю, в різних регіонах України, і підтримати цю ювілейну дату на державному рівні, оскільки скаутський рух дуже розвинений і по праву вважається наймасовішим серед молодих людей в Україні.
Було проведено історично-пошукову конференцію, присвячену 100 річниці Скаутського Руху в Україні за результатами якої було видано Збірку статей щодо Скаутського Руху в Україні починаючи з 1908 року. 

## Історія скаутингу в Україні
Про початки скаутського руху в Україні відомо дуже мало. В 1895—1900 роках існувала таємна юнацька організація Кам'янець-Подільської бурси «Запорозька Січ». Вона звертала чималу увагу на фізичне вдосконалення своїх членів. На військовість не налягала, хоча відділи її були різно озброєні. Учасники носили дерев'яну «зброю». Всі члени - запорожці носили імена історичних осіб. Кожний відділ мав свої шатра, їх ставили з гілля, соломи, кукурудзянки. Кожен учасник носив на шапці присвоєну його відділові — гілочку дуба, берези, калини, явора. Організатором «Запорозької Січі» був старший учень — Борис Сулковський.
Відомо, що в 1909 році український юнак Юрко Гончарів-Гончаренко заснував у Бахмутському повіті на Катеринославщині «Першу дружину скавтів на Україні».
В 1909—1911 Олександр Тисовський зі Львова переклав українською мовою та видав книжку «Скаутинг для хлопців» засновника скаутського руху Бейден-Пауел. Олександр був одним із засновників перших пластових (скаутських) гуртків при Академічній гімназії у Львові. Незалежно від Тисовського, пластові гуртки почали також творити Іван Чмола та Петро Франко. Якщо останні акцентували принципи пластування на фізичному та військовому розвитку, то Олександр Тисовський займався теоретичним вихованням молоді. Він розробив систему пластових проб (завдань), які мали виконати пластуни, для того щоб отримувати нові звання та вдосконалювати себе. За кілька місяців діяльності, 12 квітня 1912 р., першу пробу на ступінь «учасника» здали та склали Пластову присягу на вірність Богові та Україні близько 40 осіб, що вважається офіційною датою заснування Пласта.
У 1911—1914 роках у Києві існував скаутський гурток, заснований лікарем Анохіним. Це був гурток молодих хлопців-студентів та науковців, які для розваги відбували щонеділі прогулянку в околиці Києва. Після прогулянки гурток спинявся десь у затишному місці, де можна було розкласти багаття, і в його світлі доктор розповідав про Ернеста Сетона-Томпсона та його організацію.

## Структура НОСУ
Молоді люди в Скаутингу набувають членства в НОСУ через об’єднання в малі групи 5-8 осіб, які в свою чергу об’єднуються у Скаутські Формування відповідної вікової секції. Координують роботу Формування Команда дорослих лідерів - 1-3 волонтери, які пройшли відповідне навчання та сертифікацію в НОСУ.  На загальних зборах Формування молоді люди спільно з лідерами обирають свої керівні органи Формування, що в свою чергу дозволяє молодим людям набувати досвід демократичного управління.
В Скаутські Об'єднання можуть входити не менше 2 Скаутських Формувань. Керівний орган Скаутського Об'єднання - Скаутський Комітет.
Вищим керівним органом Організації є З’їзд, який відбувається раз на три роки. Керівним органом організації між з’їздами є Національна Рада Скаутів України, яка реалізує стратегічні завдання, які затверджені З’їздом та здійснює операційне управління Організацією. 

## Освітньо-виховна молодіжна програма “Скаутів України” (ОВМП)
ОВМП є програмою неформальної освіти, яка гармонійно доповнює формальну систему освіти.
Завдяки такому партнерству діти та молоді люди отримують знання, формують цінності, життєві компетенції, що важливі для їх особистого розвитку та активної участі в житті суспільства.
Завдяки участі в ОВМП, діти та молоді люди здобувають знання, уміння та навички і формують такі якості:
Самостійність - бути здатним зробити вибір і контролювати своє особисте і громадське життя, як особистості та громадянина.
Чуйність (емпатійність) - бути здатним проявити турботу про інших, взаємодіяти з іншими і для інших, поставити себе на місце іншої людини.
Відповідальність - бути здатним взяти відповідальність за свої дії, дотримуватись зобов’язань і виконувати обіцяне.
Впевненість та вірність - бути здатним проявити свою позицію відносно цінностей, цілей та ідеалів, діяти відповідно до них.
Толерантність – бути здатним поважати погляди інших відповідно до їх традицій, етнічної приналежності, релігії, мови або культури.
Воля – бути здатним швидко та продумано вибирати мету та способи її досягнення, долати страх та розгубленість з урахуванням небезпеки, доводити розпочату справу до кінця, а також досягати поставленої цілі, бути наполегливим та впевненим у собі.
Освітній підхід, закладений в ОВМП, заснований на практичному навчанні. Він реалізується завдяки привабливій і усвідомленій діяльності, яка відповідає інтересам молодих людей, і реалізується завдяки певним умовам, що доповнюють одна одну, такі як життя на природі і волонтерське служіння.

## Скаутський метод
Методологічною основою ОВМП  - є Скаутський Метод.
Скаутський Метод - це система прогресивної самоосвіти. Його складають вісім взаємопов'язаних елементів.
1. Закон і Обіцянка - Особисте, добровільне прийняття комплексу цінностей, які є основою всієї діяльності Скаута.
2. Навчання через справу - Використання практичних дій (реального життєвого досвіду) та роздумів для сприяння безперервному навчанню та персональному росту.
3. Система малих груп - Спосіб організації участі в спільному навчанні, з метою розвитку ефективної групової роботи, міжособистісних навичок, лідерства, а також формування почуття відповідальності і причетності.
4. Участь в житті громади - активна участь в житті громади, співтовариства та світу в цілом, формування здатності оцінювати відносини і взаєморозуміння між людьми.
5. Символьна основа - Комплексна система сюжетів і символів, що сприяють навчанню і розвитку унікальної ідентичності тих, хто є скаутами.
6. Підтримка з боку дорослих - Допомога і підтримка дорослих для створення освітніх можливостей дітей та молоді.
7. Особистісний прогресивний розвиток - Наочно представлена загальна траєкторія процесу самоосвіти, в рамках якої кожен може вибрати власний шлях прогресивного розвитку у досягненні самостійно поставлених освітніх цілей.
8. Природа - Можливості навчання на відкритому повітрі, яка сприяє кращому розумінню  та формує бережливе ставлення до навколишнього середовища.

## Скаутський принципи
Скаутський Рух з моменту його заснування заснований на системі цінностей, тобто взаємозалежних етичних правилах. Принципи Скаутингу, або цінності, які вони символізують, природно об'єднані в три категорії:
Обов’язок перед Богом
Дотримання духовних принципів та лояльність по відношенню до релігії, які виражаються в прийнятті обов'язків, як результат цього.
Важливий аспект цього Скаутського принципу полягає відносинах людини з духовними цінностями життя та в його фундаментальній вірі у вищу силу. Виконувати свої релігійні обов'язки та поважати права тих, чиї вірування відрізняються від твоїх.
Обов’язок перед іншими
Вірність своїй країні в гармонії з просуванням на місцевому, національному та міжнародному рівні, взаєморозумінні та співпраці.
Участь в розвитку суспільства з визнанням та повагою гідності людства і для цілісності природного світу.
Цей Скаутський принцип спрямовує на відносини людини з суспільством і відповідальність перед ним. Суспільство береться в самому широкому сенсі цього слова та мається на увазі: сім'я, місцева громада, країна і весь світ, а також повага до всього людства і до світу природи в цілому.
Обов'язок перед собою
Відповідальність за власний розвиток.
Скаутський принцип який нагадує про відповідальність людини за розвиток свого потенціалу та як найкращу реалізацію своїх здібностей.
В Скаутингу все символьно та тісно пов’язане між собою, саме тому Скаутські Принципи відображені в Скаутський емблемі (три пелюстки лілії) та в Скаутському знаці (три прямі пальці).

## Обіцянка і закон
Скаут ВМГО «Скаути України» проголошує Обіцянку, записану в Статуті організації. Вона є адаптованим перекладом з Конституції Всесвітньої Організації Скаутського Руху.:
Обіцяю зробити все від мене залежне, щоб з честю виконати свій обов’язок перед Богом і моєю країною, скрізь і повсякчас допомагати іншим та жити за Скаутським Законом.
Рішення про складання Обіцянки приймає не дорослий лідер, не патрульний лідер і там паче не патруль. Таке рішення може прийняти виключно та особа, яка прагне повноцінно приєднатись до Скаутського Руху.
Закон - один та складається з десяти пунктів. Його формулювання може не суттєво відрізнятися в різних Національних Скаутських Організаціях, відповідно до культури і традицій країни, але в основі знаходиться Закон, сформульований Засновником Скаутингу – Лордом Бейден-Поуеллом.
Кожен пункт Закону написано коротко, але він має дуже глибоку суть:
1. Честі скаута слід довіряти.
Чесність – найголовніша риса характеру Скаута. Чесність важлива, в першу чергу, перед собою, бо саме чесним людям завжди довіряють інші.
2. Скаут вірний.
Скаут вірний родині, друзям, Скаутським лідерам, школі, своєму народу та країні. 
3. Обов’язок Скаута бути корисним, допомагати іншим.
Скаут турбується про оточуючих та намагається бути корисним по життю. Він добровільно допомагає іншим, не чекаючи винагороди чи матеріального заохочення. Скаут робить світ кращим, дотримуючись гасла «Жодного дня без доброї справи».  
4. Скаут дружній з усіма і братерський зі Скаутами.
Кожна людина - це особистість зі своїми власними ідеями та уявою про життя. Скаут дружній до всіх людей на світі. Він прагне розуміти інших, поважати тих, чиї ідеї та звички відрізняються від власних.
5. Скаут ввічливий.
Ввічливість – це не прояв слабкості, а прояв сили. Для того, щоб бути ввічливим ти маєш думати про інтереси інших. Скаут ввічливий по відношенню до кожного не залежно від віку або статусу. 
6. Скаут - друг природи.
Скаут добре ставиться до всього живого на світі. Він вивчає природний світ, щоб не порушувати його екологічне середовище та гармонійне існування. Він не тільки турбується про домашніх тварин, але й при нагоді безпечно допомагає іншим тваринам і природі.
7. Скаут уважний до настанов своїх батьків, патрульного лідера та Скаут-лідерів, без зайвих питань.
Скаут дотримується правил і традицій своєї родини, школи та Скаутського гурту і свого патруля. Він підкоряється законам суспільства та країни, не порушуючи їх.
8. Скаут посміхається та наспівує за будь-яких обставин.
Скаут дивиться на світ з кращої сторони, оптимістичним поглядом. Він із задоволенням вирішує труднощі, які з’являються на його шляху. Скаут робить себе та інших щасливими, а світ – кращим.
9. Скаут ощадливий.
Скаут робить всі свої справи з перспективою на майбутнє. Він захищає та зберігає природні ресурси. Не витрачає без користі власний час та час інших.
10. Скаут чистий думками, словами і діями.
Скаут слідкує за своїми думками, словами і діями, щоб бути здатним робити гарні вчинки. Він вибирає оточення тих, хто сповідує ті ж самі ідеали та прагнення, щоб оточуючі та оточуючий світ теж були чистими.

## Скаутська форма та хустка
Кожен Скаут має Скаутську форму, на яку він має змогу пришити всі зароблені нашивки, що відображають вміння Скаута, до якої Скаутської групи він відноситься, де вже встиг побувати на заходах та інше.
Найцінніша річ у кожного Скаута - це Скаутська хустка. На рівні країни хустка має синій колір із жовтою стрічкою та гербом України, але кожна Скаутська група має можливість мати свою власну Скаутську хустку, яка б відображала індивідуальність цієї групи. Саме цей елемент Скаутської атрибутики одягають Скауту після урочистого проголошення Скаутської обіцянки.

## Особистісний прогресивний розвиток
Особистісний прогресивний розвиток - наочно представлена загальна траєкторія процесу самоосвіти, в рамках якої кожен може вибрати власний шлях прогресивного розвитку у досягненні самостійно поставлених освітніх цілей. 
Етапи прогресивного розвитку - це  стимули, які спонукають молодих людей йти вперед до досягнення своїх особистих цілей. Кожен етап розвитку символізується відповідним шевроном. Шеврон видається на початку Етапу розвитку, а не в кінці. Вони призначені для натхнення, а не в якості призу.
Освітні цілі - це результат, який очікується в кінці навчального процесу в ОВМП та виражається в набутих нових здібностях. Це може стосуватися знань (знати), ставлення (бути) або навичок (робити).